# إلياس بكار
إلياس بَكّار مخرج سينمائي تونسي، ولد في 1 أفريل 1971 بتونس (مدينة)، متخرج من المعهد الحر للسينما الفرنسية (بالفرنسية: Conservatoire Libre du Cinéma Français)‏، اختصاص إخراج. عمل في البداية كمساعد مخرج في أفلام تونسية وعالمية، ثم قام بإخراج أفلام قصيرة، ثم بإخراج مسرحيات، ثم أخرج أول فيلم طويل له، وهو فيلم هي وهو عام 2004.

## فيلموغرافيا

### الأفلام القصيرة
- 1996 : زنقة الوقت الضائع (فيلم قصير).
- 1998 : تتفكر (فيلم قصير).

### الأفلام الطويلة
- 2004 : هو وهي (فيلم طويل).

### الأفلام الوثائقية
- 2006 : ستة أيام في باكستان (فيلم وثائقي).
- 2006 : باكستان 6.7 (فيلم وثائقي).
- 2008 : حصار (فيلم وثائقي).
- 2008 : الموسيقى تقول (فيلم وثائقي).
- 2009 : حائط المبكى (فيلم وثائقي).
- 2012 : مقولة حمراء (فيلم وثائقي)، قامت بإنتاجه شركة عكا فيلم.
- 2015 : القاهرة الثلاثون (فيلم خيال وثائقي)، قامت بإنتاجه شركة إنتاج غاية وشركة التصوير العالمي بوليموڥ.
- 2016 : أنا فين...؟ (فيلم وثائقي) مع أميرة الدرويش.

### أفلام الخيال
- 2015 : تونس الليل (فيلم خيال) مع رؤوف بن عمر وحلمي الدريدي وأميرة الشبلي وآمال الهذيلي.

## وصلات خارجية
- إلياس بكار على موقع IMDb (الإنجليزية)
- إلياس بكار على موقع ألو سيني (الفرنسية)
- إلياس بكار على موقع أول موفي (الإنجليزية)